# 139
139 (CXXXIX) var ett normalår som började en onsdag i den julianska kalendern.

## Händelser

### Okänt datum
- Marcus Aurelius utnämns till Caesar. Han gifter sig med Faustina, dotter till Antoninus Pius.

## Avlidna
- Zhang Heng, kinesisk matematiker